# Rayforstia mcfarlanei
Espèce
Synonymes
- Textricella mcfarlanei Forster, 1959

Rayforstia mcfarlanei est une espèce d'araignées aranéomorphes de la famille des Anapidae.

## Distribution
Cette espèce est endémique de l'île du Sud en Nouvelle-Zélande. Elle se rencontre dans la région du Southland vers le lac Ohau.

## Description
Le mâle holotype mesure 0,90 mm et la femelle paratype 0,98 mm.

## Étymologie
Cette espèce est nommée en l'honneur d'Alexander Grant McFarlane 1899-1992.

## Publication originale
- Forster, 1959 : The spiders of the family Symphytognathidae. Transactions of the Royal Society of New Zealand, vol. 86, p. 269-329 (texte intégral).